# エディンバラ国際映画祭
エディンバラ国際映画祭（Edinburgh International Film Festival）は、イギリス・スコットランドの首都エディンバラで毎年6月（2007年までは8月）に開催される世界最古の国際映画祭のひとつである。1947年の創設以来、一度の中断もなく毎年連続で行われている映画祭としては世界で最も長い伝統を誇る。エジンバラ国際映画祭、エヂンバラ国際映画祭とも表記されるが、本項では外務省の表記にならいエディンバラの表記を用いる。

## 概要
- イギリス特有の独立精神からFIAPF（国際映画製作者連盟）には加盟せず、独立不羈を貫く「伝統と格式の国際映画祭」である。
- 2007年までは8月のエディンバラ・フェスティバル期間中に行われていたが、2008年からは6月開催に変更した。
- 当初はドキュメンタリーに主軸を置く映画祭であったが、現在は全てのジャンル、長編・短編映画ともに扱う総合映画祭である。
- かつて、ロバート・フラハティ監督『ルイジアナ物語』、ロベルト・ロッセリーニ監督『ドイツ零年』、溝口健二監督『雨月物語』などの名作が、この映画祭でワールドプレミアを行った。
- ノミネート作品の選出は、映画祭アーティスティック・ディレクターのハナ・マッギル（Hannah McGill）を中心に、Aida Lipera、Antonia Carver、David Drummond、Diane Henderson、Jenny Leask、Matt Lloyd、Niall Greig Fulton、Nicola Kettlewood、Robert Hope、Rod White、Sarah Sandison、Scott Ward、Shona Thompsonで構成される選考委員によって行われている。

## 部門

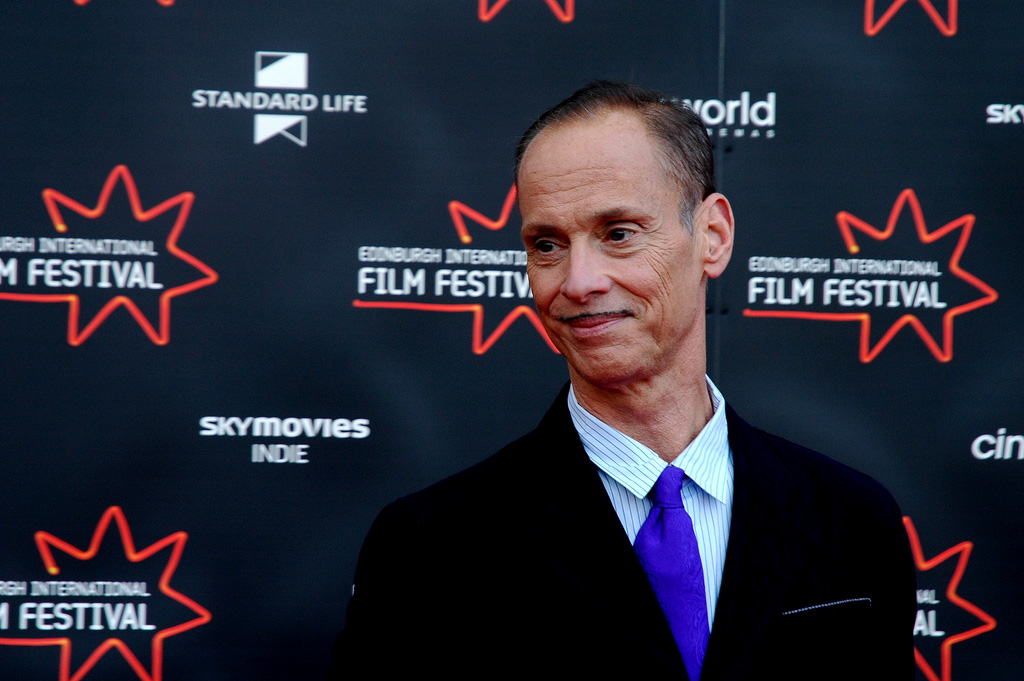
ジョン・ウォーターズ（2007年EIFFにて）

エディンバラ国際映画祭は、以下の13部門から構成されている。
- ガラ部門
- ブリティッシュ・ガラ部門
- 短編映画（ショートフィルム）部門
- アニメーション部門
- ドキュメント部門
- ディレクターズ・ショーケース部門
- ローズバッド部門
- ナイト・ムービーズ部門
- ミラーボール部門
- レトロスペクティブ部門
- 人物特集部門
- スペシャル・イベンツ部門

## 賞
ガラ部門及びイギリス作品を対象とした観客賞が最高賞とされている。他に、審査員によりイギリス作品を対象として選出されるマイケル・パウエル賞などがある。

## 観客賞受賞作品（第51回以降）
- 第62回（2008年） ジェームズ・マーシュ監督『マン・オン・ワイヤー』
- 第61回（2007年） ポール・テイラー監督『We Are Together』
- 第60回（2006年） ケヴィン・スミス監督『クラークス2/バーガーショップ戦記』
- 第59回（2005年） ギャヴィン・フッド監督『ツォツィ』
- 第58回（2004年） ダミアン・オドネル監督『ダンシング・インサイド/明日を生きる』
- 第57回（2003年） Alison Peebles監督『Afterlife』
- 第56回（2002年） フィリップ・ノイス監督『裸足の1500マイル』
- 第55回（2001年） ジャン＝ピエール・ジュネ監督『アメリ』
- 第54回（2000年） スティーブン・ダルドリー監督『リトル・ダンサー』
- 第53回（1999年） ヴィム・ヴェンダース監督『ブエナ・ビスタ・ソシアル・クラブ』
- 第52回（1998年） ピーター・カッタネオ監督『フル・モンティ』
- 第51回（1997年） サイモン・ショア監督『同級生』